# Комітет Чечня
Комітет Чечня (фр. Comité Tchétchénie) — асоціація створена в Парижі, у 1999 році, в момент початку Другої російсько-чеченської війни.
Головною метою Комітету є підтримка уряду Ічкерії, фінансова і соціальна допомога чеченським біженцям у Франції й інших країнах Західної Європи. Комітет веде активну діяльність, організовує пікети російського посольства в Парижі, публікації статей і книг.